# Чемпіонат Одеської області з футболу 2008
Чемпіонат Одеської області з футболу 2008 року серед команд вищої ліги проходив з 10 травня до 23 вересня. У турнірі брало участь 10 колективів. Команда «Велес» (Южне) після двох турів знялася з розіграшу і єдиний матч за її участі було анульовано. Чемпіоном області за підсумками сезону став ФК «Біляївка».

## Вища ліга

### Система проведення чемпіонату
Чемпіонат проводився за традиційною системою — у два кола. Ігри відбувалися зазвичай по суботам, окрім шести матчів: 
- 11.05.2008 (неділя) ФК «Тарутине» - «Дружба» 1:0
- 15.06.2008 (неділя) «Дружба» - Енергетик 3:0
- 26.06.2008 (середа) «Зміна» - ФК «Тарутине» 1:0
- 31.08.2008 (неділя) «Дружба» - «Бастіон» 2:1
- 24.09.2008 (середа) ФК «Тарутине» - ФК «Біляївка» 3:1
- 28.09.2008 (неділя) «Тирас-2500» - ФК «Тарутине» 1:7

### Результати та турнірна таблиця
| М  | Команда                               | 1   | 2    | 3   | 4   | 5   | 6    | 7   | 8   | 9   | 10  | І  | В  | Н | П  | М     | О  |
| -- | ------------------------------------- | --- | ---- | --- | --- | --- | ---- | --- | --- | --- | --- | -- | -- | - | -- | ----- | -- |
| 1  | ФК «Біляївка»                         |     | 2:1  | 3:0 | 1:0 | 5:4 | 2:6  | 3:0 | 7:1 | 1:0 | 6:1 | 18 | 14 | 0 | 4  | 43-24 | 42 |
| 2  | «Таврія В-Зоря» (Єреміївка)           | 2:0 |      | 2:1 | 3:1 | 3:1 | 0:2  | 3:0 | 2:0 | 2:1 | 3:2 | 18 | 13 | 1 | 4  | 42-14 | 40 |
| 3  | ФК «Тарутине»                         | 3:1 | 1:0  |     | 1:3 | 3:2 | 12:1 | +:- | 5:2 | 1:0 | +:- | 18 | 13 | 1 | 4  | 45-19 | 40 |
| 4  | «Тирас-2500» (Білгород-Дністровський) | 3:1 | 0:0  | 1:7 |     | 3:2 | 4:1  | +:- | 1:2 | 2:0 | +:- | 18 | 9  | 3 | 6  | 31-29 | 30 |
| 5  | «Спартак» (Роздільна)                 | 1:3 | 0:5  | 1:5 | 5:2 |     | +:-  | +:- | 4:1 | +:- | 6:0 | 18 | 8  | 1 | 9  | 37-39 | 25 |
| 6  | «Бастіон» (Іллічівськ)                | 1:3 | 2:1  | 2:2 | 0:0 | 4:4 |      | +:- | 1:8 | 7:2 | +:- | 18 | 7  | 4 | 7  | 35-42 | 25 |
| 7  | «Зміна» (Нерубайське)                 | -:+ | -:+  | 1:0 | 2:0 | 1:0 | 0:0  |     | 0:1 | 2:0 | 5:0 | 18 | 6  | 2 | 10 | 15-9  | 20 |
| 8  | «Енергетик» (Теплодар)                | 0:2 | 1:13 | 0:1 | 2:6 | 0:1 | 2:0  | 1:3 |     | 3:0 | 0:4 | 18 | 6  | 0 | 12 | 25-53 | 18 |
| 9  | «Дружба» (Зоря)                       | 1:3 | 0:2  | 0:1 | 1:1 | 4:2 | 2:1  | 1:1 | 3:0 |     | +:- | 18 | 5  | 2 | 11 | 17-29 | 17 |
| 10 | «Промінь» (Гаївка)                    | -:+ | -:+  | 0:2 | 1:4 | 0:4 | 0:7  | -:- | 0:1 | 0:2 |     | 18 | 1  | 0 | 17 | 8-40  | 3  |

### Візитна картка чемпіонату
- В чемпіонаті зіграно 90 ігор (14 матчів фактично не були проведені), забито 298 голів.
- Середня результативність склала 3,31 м'ячі за гру (3,92 без врахування ігор з технічним результатом).
- Матчі чемпіонату в цілому відвідало 13560 глядачів (в средньом 178 за гру (без врахування матчів з технічним результатом)).
- Призначено 17 пенальті, усі 17 було реалізовано.
- Зафіксовано 3 автоголи.
- Арбітри показали в цілому 246 жовтих та 13 червоних карток.
- В чемпіонаті взяло участь 265 футболістів.

### Найкращі бомбардири
| М | Гравець           | Команда                | Голів  | Ігор |
| - | ----------------- | ---------------------- | ------ | ---- |
| 1 | Юрій СИВОБОРОДЬКО | «Спартак» (Роздільна)  | 15 (5) | 13   |
| 2 | Юрій СТЕФАНИШЕН   | ФК «Тарутине»          | 10     | 16   |
| 3 | Олег ПІДЛЕТІЙЧУК  | «Енергетик» (Теплодар) | 9 (1)  | 11   |
| 4 | Олександр ГРОЗОВ  | ФК «Тарутине»          | 8      | 14   |
| 5 | Вадим БАРБА       | «Енергетик» (Теплодар) | 8      | 14   |
| 6 | Олександр БРЕДИС  | «Бастіон» (Іллічівськ) | 8 (1)  | 8    |
| 7 | Сергій Г. ЗЛАТОВ  | «Дружба» (Зоря)        | 8 (2)  | 15   |

## Чемпіони 2008 року
У чемпіонаті Одеської області 2008 року був представлений наступники гравцями та функціонерами:
Воротарі: Олександр Афанасьєв, Костянтин Фуркулиця.

Захисники: Валерій Перекитний, Олександр Середа, Сергій Сухорученко, Олександр Чернега, Сергій Ларчиков, Олександр Білий.

Півзахисники: Олексій Шикера, Володимир Баранів, Олександр Довгошия, Дмитро Ніколаєв, Андрій Визнюк, Борис Богомаров, Геннадій Макогон.

Нападаючі: Леонід Калфа, В'ячеслав Терещенко, Андрій Чубаров, Олександр Пашкевич.

Президент − Михайло Бухтияров.

Головний тренер − Іван Жекю.